# Fantoft
 (juillet 2009).
Si vous disposez d'ouvrages ou d'articles de référence ou si vous connaissez des sites web de qualité traitant du thème abordé ici, merci de compléter l'article en donnant les références utiles à sa vérifiabilité et en les liant à la section « Notes et références ».
Fantoft est un quartier (anciennement ferme) faisant partie du bydel de Fana, un des huit districts (bydel) de la kommune de Bergen. Fantoft se trouve dans la vallée de Bergen, en Norvège, entre le mont Løvstakken et le massif du Byfjellene, à environ 5 kilomètres au sud du centre de Bergen. L'aéroport de Bergen est à environ 15 kilomètres au sud-ouest et le fjord de Nordås (Nordåsvatnet) à dix minutes à pied.
C'est au fond de ce fjord que se trouve la résidence d'été de la famille royale norvégienne, Gamlehaugen.
On y trouve la Résidence universitaire de Fantoft.
Au XIXe siècle, l'endroit était apprécié des bourgeois Bergenois qui pouvaient aller pique-niquer à l'ombre dans une zone forestière, rare dans la région, les montagnes environnantes ayant été artificiellement plantées au siècle suivant. La Stavkirke de Fantoft ou le restaurant de Birkelunden, maintenant détruit, étaient aussi des raisons à la promenade, dans un cadre calme et naturel aux portes de la ville. La famille d'Edvard Grieg avait d'ailleurs un manoir aux environs de Fantoft, à Landås.
Le nom Fantoft vient des mots norrois forn, vieille, et tuft, friche.